# Боніфас Тумуті
Боніфас Тумуті (англ. Boniface Mucheru Tumuti, нар. 2 травня 1992) — кенійський легкоатлет, що спеціалізується на бігу з бар'єрами, срібний призер Олімпійських ігор 2016 року.

## Виступи на Олімпіадах
| Олімпіада           | Дисципліна             | Місце |
| ------------------- | ---------------------- | ----- |
| Лондон 2012         | 400 метрів з бар'єрами | 35    |
| Лондон 2012         | естафета 4×400 метрів  | DQ    |
| Ріо-де-Жанейро 2016 | 400 метрів з бар'єрами | 2     |

## Зовнішні посилання
- Боніфас Тумуті Профіль у IAAF (англ.)
- Боніфас Тумуті — олімпійська статистика на сайті Sports-Reference.com (англ.) (архівна версія)